# Yenangyaung
Yenangyaung (en birman littéralement « fleuve de pétrole ») est une ville de Birmanie située dans la Région de Magway, sur la rive orientale de l'Irrawaddy. Son industrie dominante est le pétrole.
Durant la Seconde Guerre mondiale, Yenangyaung acquit une importance stratégique et tactique, du fait de sa raffinerie. L'avance rapide de l'armée d'invasion japonaise en Birmanie et la bataille de Yenangyaung obligèrent les forces alliées en retraite à faire sauter les champs pétrolifères et la raffinerie pour éviter qu'ils ne tombent entre ses mains. Cette mission fut confiée à un petit groupe de démolisseurs expérimentés, dont certains avaient déjà combattu durant la première guerre mondiale : les installations pétrolières furent détruites le 16 avril 1942 à 22 h. Les auteurs de cette action durent ensuite rejoindre les troupes britanniques en Inde, à Imphal et Kohima, soit près de 1 600 km, après avoir traversé l'Irrawaddy à la nage (le seul pont avait été détruit pour retarder l'avance japonaise),.